# アタミロープウェイ

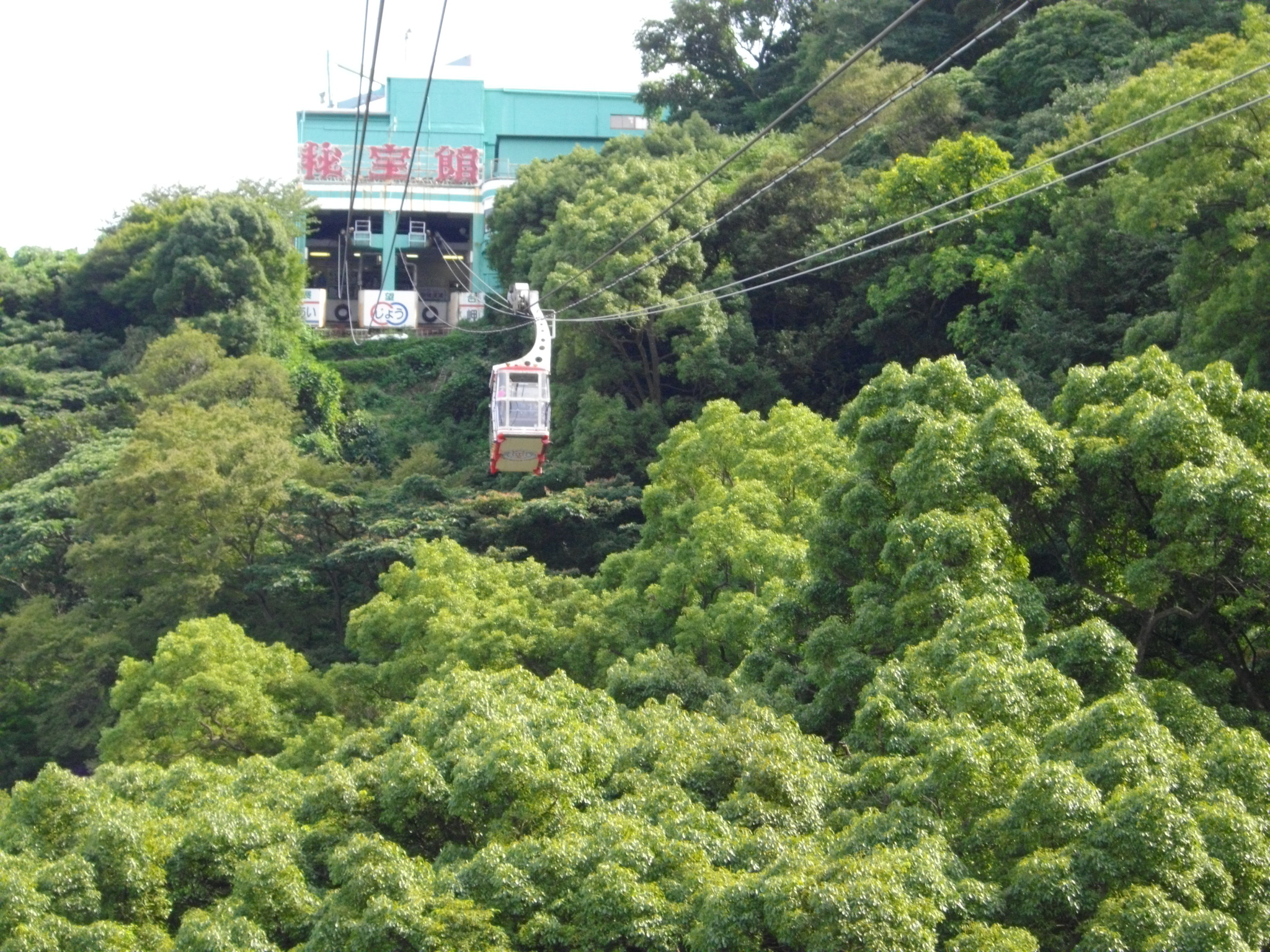
アタミロープウェイ

アタミロープウェイは、静岡県熱海市にある索道。株式会社東京ドームの関連会社である株式会社アタミ・ロープウェイが運行している。

## 路線データ
山麓駅（後楽園駅/北緯35度5分19.0秒 東経139度4分40.0秒） - 山頂駅（八幡山駅/北緯35度5分12.8秒 東経139度4分48.7秒）
- 全長：273m
- 高低差：96m
- 走行方式：交走式
- 定員：31名（ガイド1名含む）
- 積載重量：1800kg
- 運転速度 - 2.5m/s
- 運転時分：
- 駅数：2駅
- 運行時刻 : 9:30〜17:30（10分間隔）

## 運賃
- 大人（中学生以上）片道：400円、往復：700円
- 小人（小学生以下）片道：300円、往復：400円

障害者手帳・被爆者健康手帳所持者は本人と付添い人1名の往復料金が半額となる。

## 接続路線
- 山麓駅 - 熱海駅から路線バス（伊豆東海バス・伊豆箱根バス、後楽園行き）で終点下車。また、熱海ベイリゾート後楽園無料シャトルバスが熱海駅発9時40分から16時20分まで40分間隔で運行されている[3]。
- 山頂駅 - 錦ヶ浦バス停から路線バス（東海バス、熱海駅行き）で終点下車。

## 歴史
- 1958年（昭和33年）5月16日 - アタミロープウェイ開業

## 駅周辺
- 山頂駅（八幡山駅）
  - あいじょう岬・うみそらテラス - 山頂駅併設、アタミロープウェイが運営。
  - 熱海秘宝館 - 山頂駅併設、アタミロープウェイが運営。
  - 熱海城 - 上り坂徒歩1分。
  - 熱海トリックアート迷宮館 - 上り坂徒歩1分。
- 山麓駅（後楽園駅）
  - 熱海後楽園ホテル
  - 熱海港（初島・伊豆大島航路）・海釣り施設